# Uncinia tenella
Uncinia tenella är en halvgräsart som beskrevs av Robert Brown. Uncinia tenella ingår i släktet Uncinia och familjen halvgräs. Inga underarter finns listade i Catalogue of Life.